# Morant Bay
Morant Bay è un comune della Giamaica, situato nella parrocchia di Saint Thomas, della quale è il capoluogo.
Morant Bay è il luogo di nascita di Miss World 2019 Toni-Ann Singh.